# Shinnōke
Les Seshū Shinnōke (世襲親王家) étaient quatre branches cadettes affiliées à la famille impériale du Japon qui existaient pour fournir un successeur au trône impérial quand la lignée principale n'avait pas d'héritiers. Elles furent désanoblies par la loi de la maison impériale en 1947 imposée par les forces américaines.
Les chefs de ces maisons royales portaient le titre de princes impériaux (親王, shinnō), quelle que soit leur distance généalogique avec l'empereur régnant, étant donné que le terme seshū signifiait qu'ils étaient éligibles pour la succession. 

## Histoire
La famille impériale japonaise se considère comme une dynastie unique à la succession ininterrompue. Cependant, la succession ne fut souvent pas uniquement du père au fils mais est restée dans la lignée mâle d'un groupe de personnes restreint. Durant l'époque de Muromachi (1337-1573), le prince Yoshihito, fils de l'empereur de la Cour du Nord Sukō fut autorisé à établir un lignage parallèle à la lignée impériale principale qui prit le nom de Fushimi-no-miya du nom de la localisation de son palais. Cela servait à cimenter politiquement la Cour du Nord avec la Cour du Sud et fournissait une assurance dans le cas où la lignée n'avait pas d'héritier et risquait de disparaître.
Cela s'avéra être une décision intelligente car en 1428, le fils du second prince Fushimi-no-miya accéda au trône sous le nom d'empereur Go-Hanazono.
Pendant l'époque Edo (1603-1868), trois seshū shinnōke supplémentaires furent créés par le shogunat Tokugawa sur le modèle des Gosanke de la famille Tokugawa.
Cependant, à part l'empereur Go-Hanazono, la seule autre fois où un membre des seshū shinnōke accéda au trône fut en 1779 lorsque le fils du prince Kan'in-no-miya, Sukehito, devint l'empereur Kōkaku.
Au sein des seshū shinnōke, les plus jeunes fils non-héritiers (qui avaient le titre de prince (親王, shinnō)) avaient deux choix de carrière. Ils pouvaient « descendre » au statut de simple sujet avec un nom de famille, comme Minamoto ou Taira, et devenir fonctionnaire du gouvernement, ou ils pouvaient entrer dans la prêtrise bouddhiste, généralement comme chef d'un temple monzeki situés près de Kyoto. Durant l'époque Edo, ce deuxième choix de carrière était le plus choisi. Les fils non-héritiers qui entraient dans la prêtrise étaient appelés prêtres princiers (法親王, hoshinnō) et étaient automatiquement retirés de la succession mais pouvait être ramenés au statut de « laïques » (et donc redevenir des successeurs potentiels) si besoin était. Les filles étaient fréquemment utilisées pour des mariages arrangées destinés à cimenter les alliances avec les maisons des kuge, daimyō ou des Tokugawa. Les filles non-mariées devenaient souvent nonnes bouddhistes.
Durant et après la restauration de Meiji de 1868, les membres des seshū shinnōke servirent souvent dans l'armée impériale japonaise ou dans la marine impériale japonaise.

## Les quatre branchesseshū shinnōke
Les quatre seshū shinnōke furent, dans l'ordre de création :
1. Fushimi-no-miya
2. Katsura-no-miya
3. Arisugawa-no-miya
4. Kan'in-no-miya

Les maisons Katsura-no-miya et Arisugawa-no-miya disparaissent respectivement en 1881 et 1913. La maison Kan'in-no-miya s'éteint également en 1842, mais le titre est cependant recréé par l'empereur en 1872 pour le prince Kotohito, seizième fils du prince Fushimi Kuniie, douzième chef des Fushimi-no-miya. La lignée s'éteint en 1988 en la personne du fils de Kotohito, Haruhito.
La maison Fushimi-no-miya est à l'origine de neuf autres branches cadettes, les Ōke (branches), durant le règne de l'empereur Meiji. Après le vingt-cinquième chef Fushimi-no-miya, les seshū shinnōke cessent d'exister. 
Les membres des maisons shinnōke et ōke, avec les kazoku (pairie japonaise) et les « Shizoku », sont réduits au rang de citoyens ordinaires (Nihon Kokumin) en octobre 1947 par les forces d'occupation américaines.

## Source de la traduction
- (en) Cet article est partiellement ou en totalité issu de l’article de Wikipédia en anglais intitulé « Shinnōke » (voir la liste des auteurs).